# Festival Internacional de Cine de Animación de Hiroshima
El Festival Internacional de Cine de Animación de Hiroshima fue un festival de cine bienal dedicado a las producciones cinematográficas animadas, celebrado en la ciudad de Hiroshima, Japón. El comité organizador del festival se disolvió el 31 de marzo de 2021.

## Historia
Fue fundado en 1985 por la Association International du Film d'Animation (ASIFA) como el Festival Internacional de Cine de Animación por la Paz Mundial. Hiroshima fue uno de los sitios atacados por la bomba atómica en 1945 al final de la Segunda Guerra Mundial y fue escogida para inspirar la unión de los pueblos mediante el arte. Actualmente el festival es considerado como uno de los eventos cinematográficos más importantes de Asia. Los primeros dos festivales se organizaron en 1985 y 1987. Desde 1990 se ha organizado de forma bienal en años pares.